# Depot von Kluk
Das Depot von Kluk (auch Hortfund von Kluk) ist ein Depotfund der frühbronzezeitlichen Aunjetitzer Kultur aus Kluk, einem Stadtteil von Poděbrady im Středočeský kraj, Tschechien. Es datiert in die Zeit zwischen 2000 und 1800 v. Chr. Das Depot befindet sich heute im Museum Poděbrady.

## Fundgeschichte
Das Depot wurde am 18. März 1915 südlich von Kluk im Waldgebiet Bor in der Nähe der Kapelle der Prinzessin Marie beim Ausgraben von Wurzelstöcken entdeckt. Es lag in sandiger Erde in einer Tiefe von 0,7 m. Die Funde wurden ursprünglich für Grabbeigaben gehalten, was aber nach Václav Moucha aufgrund fehlender Knochenreste unwahrscheinlich ist.

## Zusammensetzung
Das Depot besteht aus zwei bronzenen Armspiralen und einem Randleistenbeil. Die Spiralen bestehen aus einem Band mit linsenförmigem Querschnitt und weisen abgerundete, sich leicht verdünnende Enden auf. Ein Ende ist (wahrscheinlich neuzeitlich) verbogen.